# Filippa Hamilton
Filippa Palmstierna Hamilton (Parigi, 3 dicembre 1985) è una modella francese, di origini svedesi.

## Carriera
Nata a Parigi, ma cresciuta a Biarritz in Francia, Filippa Hamilton è di origine svedese: suo padre il conte Michaël Palmstierna Hamilton, figlio del conte Ulph Hamilton e della baronessa Margaretha Palmstierna, ha ottenuto il diritto di essere riconosciuto come membro della nobiltà svedese nel 1999. Per tale ragione anche Filippa è formalmente indicata come contessa Filippa Palmstierna Hamilton.
Viene scoperta all'età di 15 anni dal fotografo francese Marc Hispard. Ad appena 16 anni la Hamilton viene scelta come testimonial della campagna pubblicitaria della Ralph Lauren relativa al profumo Romance, fotografata da Bruce Weber. In seguito la modella avrà l'onore di essere fotografata da Paolo Roversi, Mario Testino, Arthur Elgort, Inez van Lamsweerde, Terry Richardson e Gilles Bensimon. La modella ha anche lavorato per le campagne pubblicitarie di Balenciaga.
La modella è apparsa per la prima volta sulla copertina di una rivista nel febbraio 2002, quando è stata scelta per la copertina dell'edizione svedese di Elle. In seguito la Hamilton ha conquistato le copertine di Vogue (edizione australiane, tedesche e spagnole), Marie Claire (Italia) ed altre.
Nel 2003 è comparsa sul calendario Pirelli.

## Agenzie
- NEXT Model Management - Parigi, New York
- The Fashion Model Management
- Mikas - Sweden
- View Management - Spain
- Chic Management